# Dresdner Amtsblatt
Das Dresdner Amtsblatt ist das offizielle Veröffentlichungsorgan und Mitteilungsblatt der sächsischen Landeshauptstadt Dresden. In dieser Publikation werden alle städtischen Entwicklungen und Pläne, Ausschreibungen sowie Beschlüsse der Stadtrates veröffentlicht.

## Geschichte
Das Dresdner Amtsblatt als Veröffentlichungsblatt amtlicher Mitteilungen der Stadt, und 1990 als Kopierausgabe erstmals erschienen (ab 1991 dann in gedruckter Form), steht in der Tradition früherer Veröffentlichungsblätter amtlicher Nachrichten in Dresden.
Bis zum Mai 2003 änderte sich mehrmals das Aussehen. Das Mitteilungsblatt erreichte eine durchschnittliche Auflage von bis zu 16.500 Exemplaren. Diese wurden an etwa 168 öffentlichen Auslagestellen in der Stadt kostenlos zur Mitnahme bereitgestellt.
Im Mai 2003 änderte sich das Konzept und die Gesamtgestaltung erheblich – mit dem Ziel, das Amtsblatt in eine lokale Wirtschaftszeitung zu verwandeln. In ersten Schritten erhöhte sich die Auflage auf bis zu 46.000 Exemplare pro Woche. Die Anzahl der Auslagestellen wurde auf etwa 1650 in allen öffentlichen Lebensbereichen, wie z. B. Einkaufscenter, Banken, Großunternehmen, Tankstellen, Ämter usw., wesentlich ausgeweitet.
Im Mai 2005 erhielt das Dresdner Amtsblatt eine ständige Beilage in Form einer Wochenzeitung mit dem Titel Dresdner Nachrichten. Diese Zeitung erschien im Berliner Format und gab dem Verlag redaktionell mehr Möglichkeiten, die Werbung der Anzeigenkunden in einem interessanten Umfeld von Stadtinformationen darzustellen.
Dieses neue Konzept setzte sich jedoch aufgrund des starken Wettbewerbs im Dresdner Zeitungsmarkt nicht in der gewünschten Weise durch, weshalb aus wirtschaftlichen Gründen die Auflage des Amtsblatts seit 2006 wieder auf ca. 20.000 Exemplare wöchentlich gesenkt wurde.
Im Mai 2010 wurde die Beilage von Dresdner Nachrichten in Dresdner Akzente umbenannt sowie Layout und Design vollständig überarbeitet, bevor sie im Februar 2013 schließlich durch einen Verlagswechsel eingestellt wurde.
2013 bis 2021 wurde das Dresdner Amtsblatt durch den Verlag scharfe//media Dresden vertrieben und auch redaktionell unterstützt, seit Juli 2021 durch die DDV Sachsen GmbH. Neben der Printausgabe mit einer erhöhten Auflage von insgesamt 25.000 Exemplaren erhält das Dresdner Amtsblatt auch einen neuen, redaktionell aufbereiteten Internetauftritt.
Der Druck erfolgt durch die DDV Druck GmbH Dresden.